# Huile de carthame

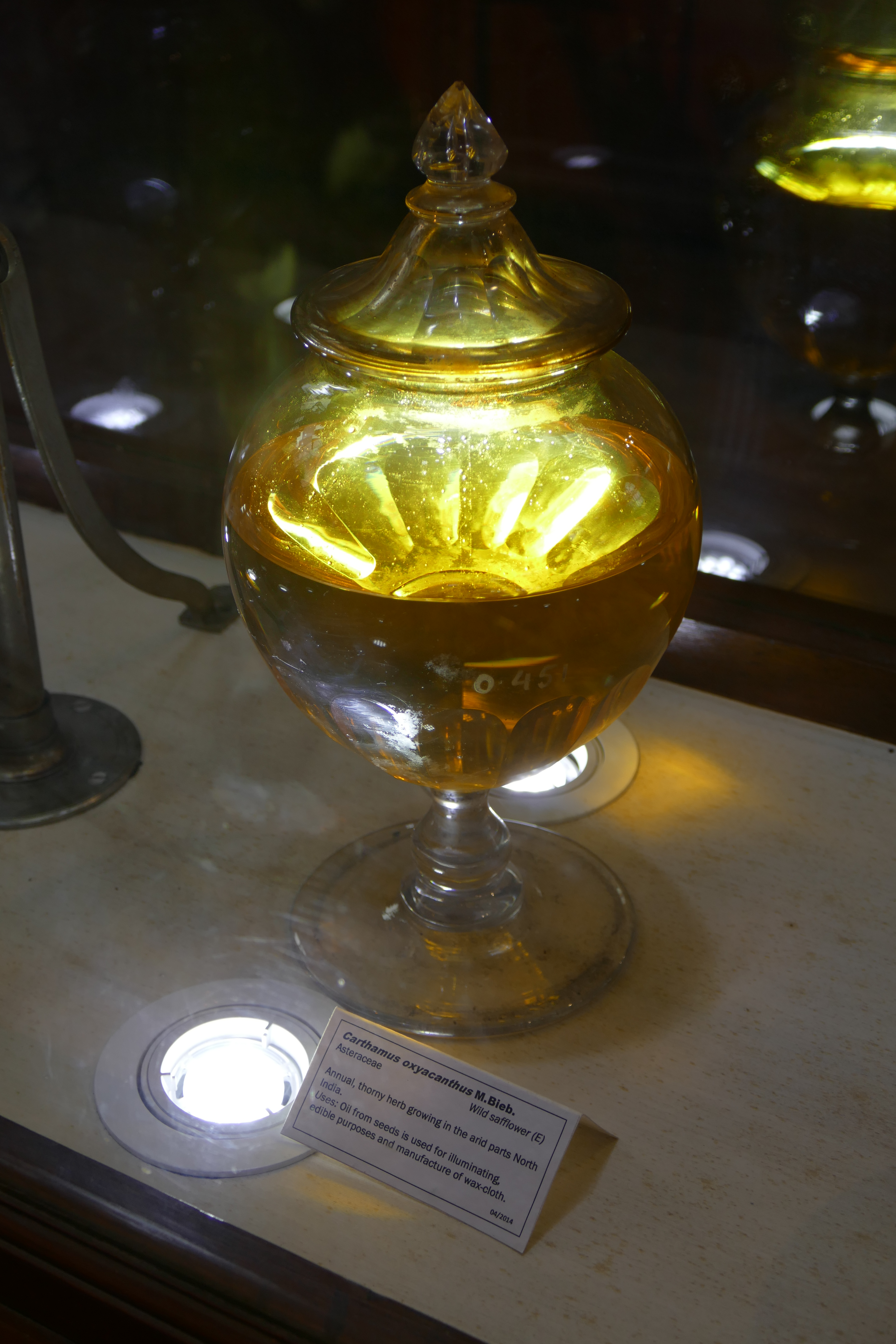
Huile de carthame au musée, Calcutta (Inde)

L’huile de carthame est une huile alimentaire végétale fluide et jaune. Elle est extraite des graines d’une plante herbacée oléagineuse appelée carthame des teinturiers (Carthamus tinctorius). Cette plante ressemble au chardon avec des particularités assez semblables à celles du safran. Son huile est utilisée aussi bien en cuisine que dans la peinture à l’huile.

## Utilisation

### Alimentation

Huile de carthame de cuisine

En cuisine, il est préférable de ne pas l'utiliser pour la cuisson. En effet, même si son point de fumée varie entre 107 °C et 266 °C en fonction de son degré de raffinage, sa composition est forte en acides gras polyinsaturés, qui s'avèrent nocifs une fois chauffés. Son parfum est très prononcé et son goût s'apparente à celui de l'huile de tournesol, son léger goût de noisette la rend très agréable dans les salades.

#### Composition nutritive
La composition d'une huile de carthame pour 100 g est la suivante :
| Composé                          | Famille d'acide gras | Teneur   |
| -------------------------------- | -------------------- | -------- |
| Acide palmitique (saturé)        |                      | 4,288 g  |
| Acide stéarique (saturé)         |                      | 1,915 g  |
| Acide oléique (mono-insaturé)    | ω-9                  | 14,35 g  |
| Acide linoléique (poly-insaturé) | ω-6                  | 74,646 g |
| Acides gras trans                |                      | -        |
| Total acides gras saturés        |                      | 6,203 g  |
| Total acides gras mono-insaturés |                      | 14,35 g  |
| Total acides gras poly-insaturés |                      | 74,646 g |
| Vitamine E                       |                      | 34,1 mg  |
| Vitamine K                       |                      | 7,1 µg   |

C'est l'huile la plus riche en acide linoléique (poly-insaturé) avec environ 75 g pour 100 g.

### Soins de la peau
Une étude conjointe (chinoise, américaine et espagnole) de 2017 met en évidence les effets bénéfiques de l'huile de graines de carthame dans son action anti-inflammatoire par voie topique (application sur la peau).

### Peinture

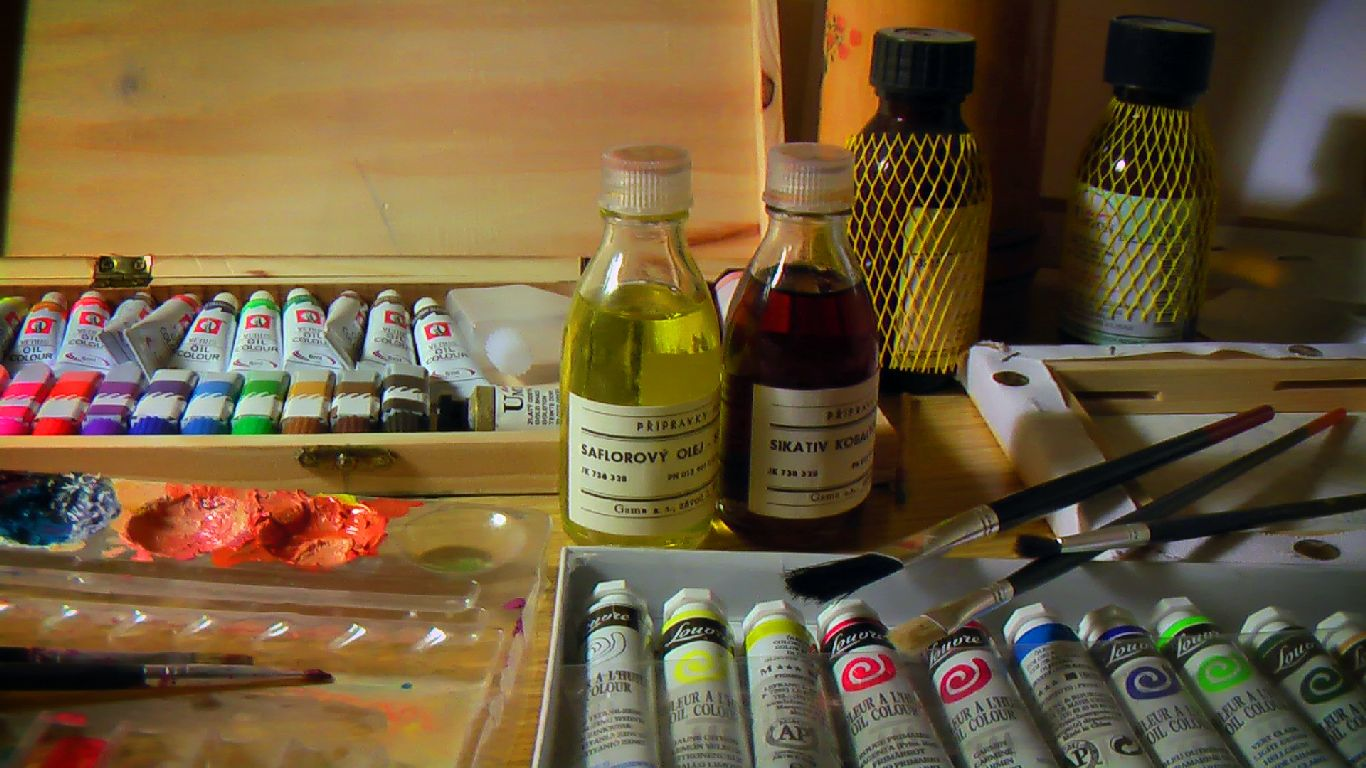
A gauche, huile de carthame en peinture à l’huile

L'huile de carthame, augmente la fluidité et le temps de durcissement des peintures à l'huile, facilitant ainsi le travail du peintre. Elle est intéressante comme additif aux peintures extra fines, car elle modifie peu la teinte en mélange avec des pigments de couleur claire et jaunit peu à la longue.
Elle est utilisée notamment pour les peintures en tube. Elle ne poisse pas et on lui prête des propriétés siccatives intéressantes, donnant une plus grande résistance, une fois sèche, notamment à la peinture à la caséine ou à la poudre de marbre. Toutefois, son usage est trop récent pour connaître sa tenue à l'épreuve du temps[réf. nécessaire].

## Production

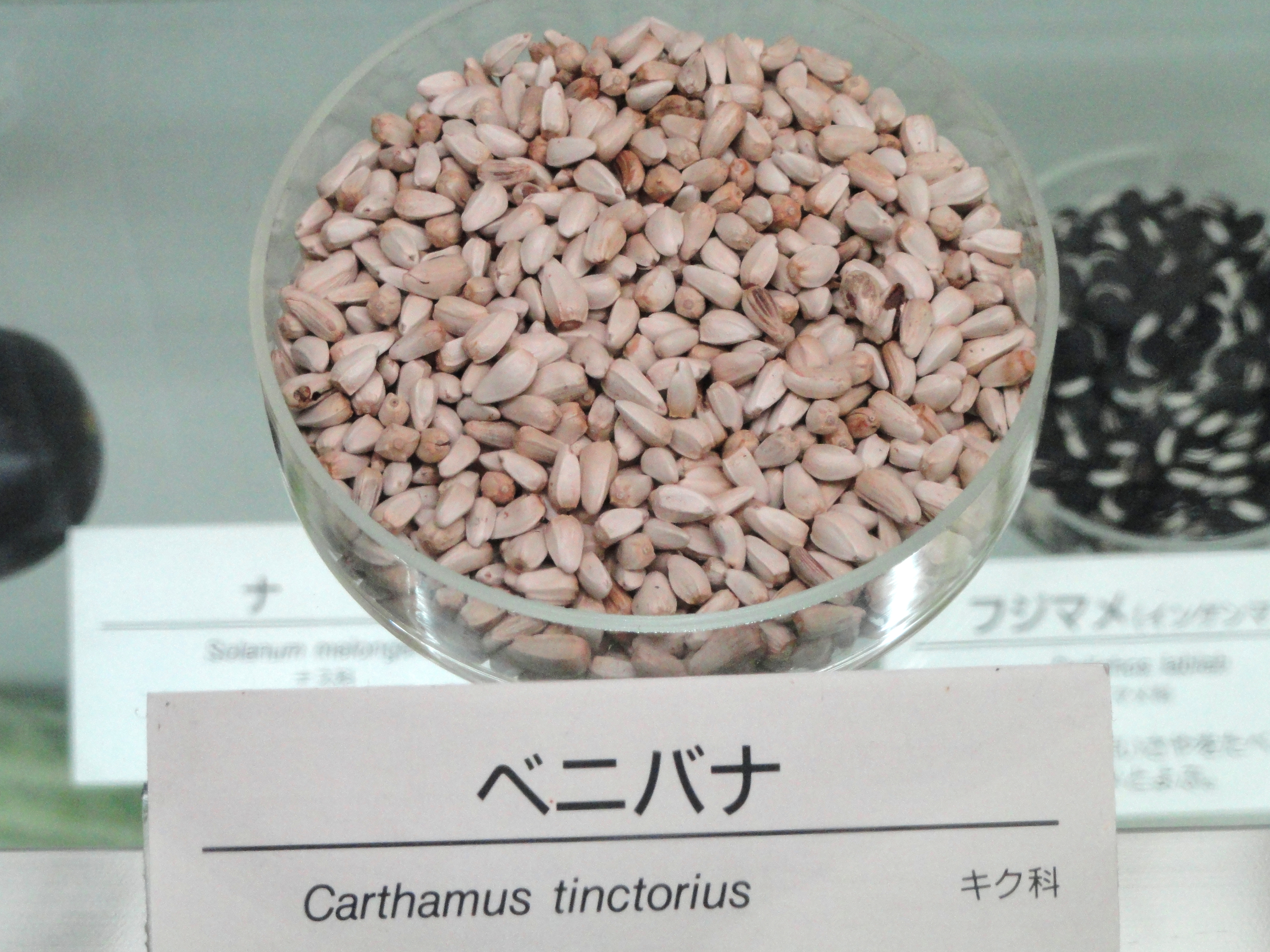
Les graines de carthame permettant de fabriquer l'huile

Le carthame produit à l'hectare de 5 à 30 quintaux de graines à écorce épaisse, de couleur blanche ou quelquefois nacrées et striées de multiples couleurs, plus rarement complètement noires.
| Production en tonnes d'huile de carthame. Chiffres 2004-2005 |            |       |            |       |
| États-Unis                                                   | 25 400,00  | 24 %  | 29 487,24  | 23 %  |
| Inde                                                         | 24 000,00  | 23 %  | 24 000,00  | 18 %  |
| Mexique                                                      | 20 000,00  | 19 %  | 20 000,00  | 15 %  |
| Australie                                                    | 6 417,60   | 6 %   | 17 297,60  | 13 %  |
| Argentine                                                    | 5 212,80   | 5 %   | 16 208,40  | 12 %  |
| Kazakhstan                                                   | 8 500,00   | 8 %   | 8 500,00   | 7 %   |
| Éthiopie                                                     | 4 564,50   | 4 %   | 4 564,50   | 4 %   |
| Japon                                                        | 4 000,00   | 4 %   | 4 000,00   | 3 %   |
| Ouzbékistan                                                  | 2 661,32   | 3 %   | 2 573,80   | 2 %   |
| Belgique                                                     | 2 383,50   | 2 %   | 2 383,50   | 2 %   |
| Portugal                                                     | 441,28     | 0 %   | 441,28     | 0 %   |
| France                                                       | 401,8      | 0 %   | 401,8      | 0 %   |
| Espagne                                                      | 187,78     | 0 %   | 187,78     | 0 %   |
| Italie                                                       | 130,2      | 0 %   | 130,2      | 0 %   |
| Russie                                                       | 20,4       | 0 %   | 20,4       | 0 %   |
| Danemark                                                     | 19,95      | 0 %   | 19,95      | 0 %   |
| Israël                                                       | 6,6        | 0 %   | 6,6        | 0 %   |
| Total                                                        | 104 347,73 | 100 % | 130 223,05 | 100 % |